# Primerköpfchen bei Ingendorf
Das Naturschutzgebiet Primerköpfchen bei Ingendorf liegt im Eifelkreis Bitburg-Prüm in Rheinland-Pfalz. Das etwa 1,7 ha große Gebiet, das im Jahr 1987 unter Naturschutz gestellt wurde, erstreckt sich am nördlichen Rand der Ortsgemeinde Ingendorf. Unweit westlich, südlich und östlich verläuft die Kreisstraße 14, unweit nördlich fließt der Kirschbach.
Schutzzweck ist die Erhaltung der Keuperscharren und der Kalk-Magerrasen als Lebensraum zahlreicher wärmeliebender in ihrem Bestand äußerst gefährdeter Tier- und Pflanzenarten und deren Lebensgemeinschaften, insbesondere der Lothringer Lein-Variante des Enzian-Halbtrockenrasens.